# Južnokorejski von
Južnokorejski von, ISO 4217: KRW je službeno sredstvo plaćanja u Republici Koreji.  Označava se simbolom ₩, a dijeli se na 100 jeona.
Južnokorejski von je uveden 1945. godine, nakon drugog svjetskog rata i podjele Koreje na Republiku Koreju i Demokratsku Narodnu Republiku Koreju.
U optjecaju su kovanice od 1, 5, 10, 50, 100 i 500 vona, i novčanice od 1000, 5000, 10.000 i 50.000 vona.